# Graptemys pseudogeographica
Graptemys pseudogeographica là một loài rùa trong họ Emydidae đặc hữu Hoa Kỳ. Nó cũng là một loài thú cảnh phổ biến. Hai phân loài hiện được công nhận.

## Phân bố địa lý
Graptemys pseudogeographica sống tại các dòng chảy lớn ở hệ thống Missouri và sông Mississippi, kéo dài từ Ohio, Indiana, Illinois, Wisconsin, Minnesota, qua phía nam Dakotas tới miền tây nam Alabama, miền nam và tây Mississippi, qua Louisiana và Đông Texas. 

## Phân loại
- G. p. pseudogeographica (Gray, 1831)
- G. p. kohnii (Baur, 1890)